# Ethmia berndkerni
Ethmia berndkerni  (лат.) — вид мелких бабочек из семейства черноточечные моли (Ethmiidae). Эндемики Коста-Рики (Центральная Америка, на высотах от 150 до 1500 м).

## Описание
Молевидные бабочки небольшого размера с размахом крыльев 7,5 — 10,8 мм. Голова с умеренно крупными глазами, глазки отсутствуют. Челюстные щупики рудиментарные. Губные щупики длинные. Гусеницы развиваются, обгрызая цветки и листья бурачниковых (Boraginaceae): Bourreria costaricensis.. Вид был впервые описан в 2014 году американским энтомологом Э. Филлипсом-Родригесом (Eugenie Phillips-Rodríguez; Instituto Nacional de Biodiversidad, INBio, Santo Domingo, Коста-Рика). Видовое название дано в честь Берндта Керна (Bernd Kern ; Vaesterhaninge, Childrens Rainforest Sweden, Швеция) за поддержку программ охраны природы и исследований, включая ACG (Área de Conservación Guanacaste).